# 小野狼 (吉祥物)

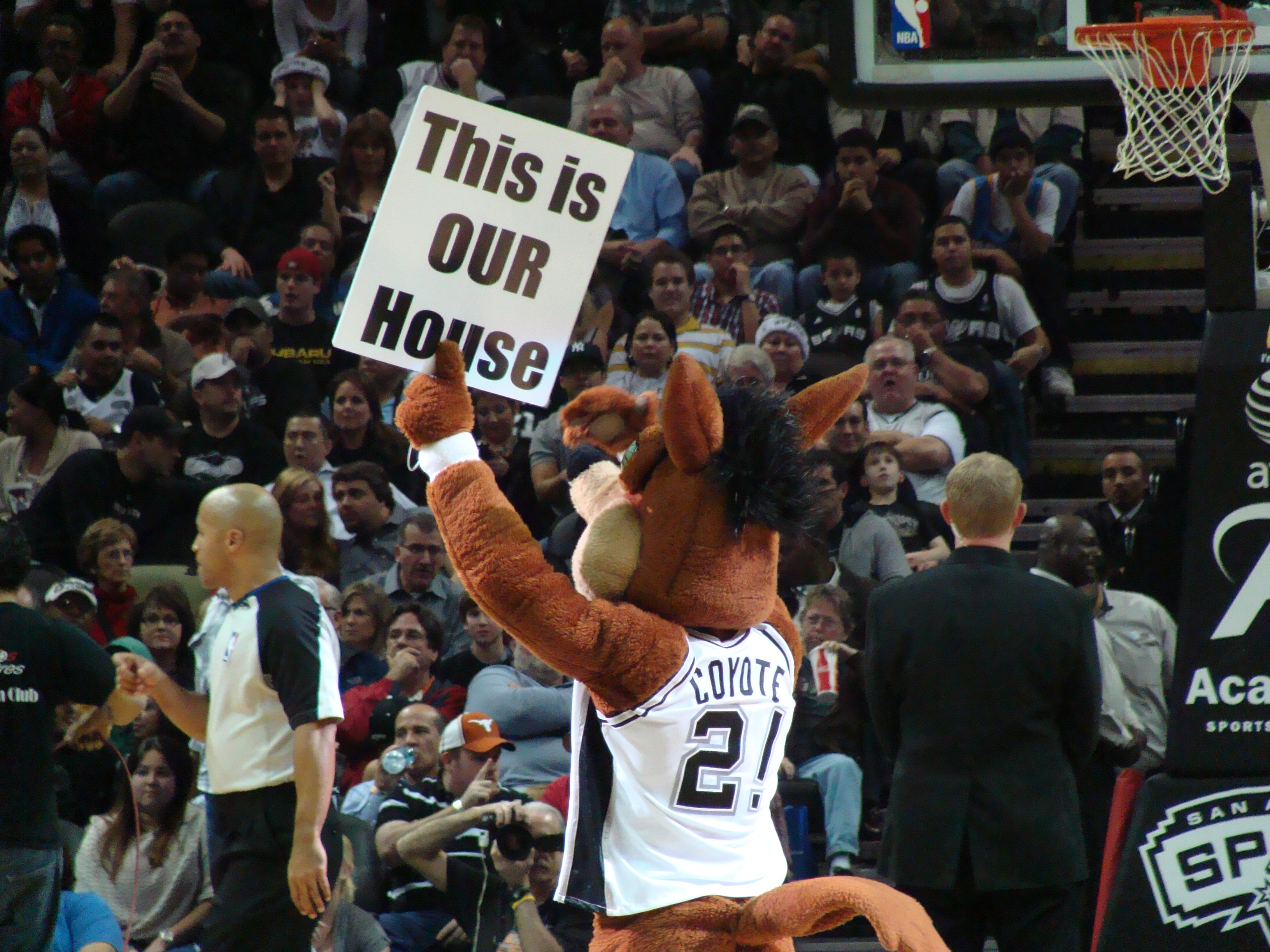
小野狼在聖安東尼奧馬刺於主場AT&T中心的比賽中舉著告示牌。

小野狼（英語：The Coyote）是聖安東尼奧馬刺的官方吉祥物。他在1983年首次於比賽中亮相，於2007年入選吉祥物名人堂。

## 歷史
1987年4月13日，小野狼首次在聖安東尼奧馬刺的比賽中被引入。他以活潑熱情、動作滑稽而聞名，經常在中場休息或是球隊暫停期間與裁判進行即興互動，或是和馬刺啦啦隊一起表演短劇和舞蹈。小野狼的動作充滿趣味性，有時牠也會搭配騎獨輪車、用腳運球、灌籃或用鋼筆轉球等表演調動觀眾情緒。
除了在馬刺隊的主場比賽一定會上工之外，小野狼在場外還會參加各種公益活動，一年多達將近450場，比聯盟大部份的吉祥物還要多。而參加的活動主要包含社區公益、婚禮甚至喪禮。此外他還參與拍攝了許多聖安東尼奧當地的電視廣告，並多次出現在晨間節目中，包括熱門節目凱莉與萊恩脫口秀。
小野狼最初的概念是由提姆·德克設計的，他也是小野狼的最初扮演者。2004年2月，提姆·德克罹患了大腦失血導致運動與平衡功能失調，迫使他在2004年2月13日宣佈離職。來自各支球隊及其他聯盟的26個吉祥物齊聚聖安東尼奧，為他祈福，最終他戰勝病魔重返球場。
小野狼多年來的表現贏得了許多獎項。2006年，他被Gameops.com網站評選為2005年度最佳吉祥物。2007年，小野狼入選了吉祥物名人堂，以表彰他在場內場外的貢獻。2014年，小野狼被評選為年度最佳吉祥物。

## 外部連結
- 聖安東尼奧馬刺官方網站
- 吉祥物名人堂（英语：Mascot Hall of Fame）官方網站[永久]